# Зборник радова (Институт за проучавање крша Јован Цвијић)
Зборник радова Института за проучавање крша "Јован Цвијић" је научна публикација која је излазила од 1955. до 1958. године. Изашле су књ. 1 (1955) и књ. 2/3 (1957/1958).

## О часопису
Издавач је Институт за проучавање крша "Јован Цвијић" при Природно-математичком факултету Универзитета у Београду. Насловна страна и садржај су упоредно на српском и француском језику. Један део чланака је на српском језику са резимеима или на француском или на немачком језику. Неки чланци су писани и на српском и на француском, а неки само на француском језику.

## Уредник
Одговорни уредник је Сима М. Милојевић, у то време ванредни професор на Универзитету у Београду. Сима М. Милојевић бавио се највише геоморфологијом и хидрографијом крша.

## Институт за проучавање крша “Јован Цвијић”
Институт је основан према замисли Јована Цвијића пре Првог светског рата, али та идеја је реализована тек 1939. године на Филозофском факултету Универзитета у Београду. Ипак, Институт је почео са радом 1950. године "као научно-истраживачка установа Природно-математичког факултета у Београду". Активност Института оријентисана је на практичне проблеме, односно на сарадњу привреде са научним установама и народним одборима.

## Теме
- Геоморфологија
- Спелеологија
- Топологија
- Хидрографија
- Динарски крш
- Динарско-алпски крашки предели

## Српско географско друштво
Српско географско друштво је удружење географа Србије које је основано 7. априла 1910. године. Јован Цвијић, научник, ректор и академик, био је његов оснивач и творац, који је уједно био и први председник Друштва.

### Спелеолошка секција
На редовној седници Географског друштва од 25. октобра 1924. године, на предлог Јована Цвијића, основана је Спелеолошка секција. Секција је имала задатак “да помаже и руководи испитивањем пећина, јама и понора”, као “и подземне хидрографије” наших крашких терена . Проучавања су обухватила, не само морфолошко-хидролошки комплекс кречњачких терена у области Динарског крша и Источној и Западној Србији, него и техничка решења водопривредних проблема.